# László Kovács (politik)
László Kovács (* 3. července 1939 Budapešť) je maďarský diplomat a politik, v letech 2004–2010 evropský komisař pro daňovou a celní unii v první Barrosově komisi.

## Politická kariéra
Kovács je členem Maďarské socialistické strany a v letech 1998 až 2004 byl jejím předsedou. Dvakrát byl maďarským ministrem zahraničních věcí, a to v letech 1994 až 1998 a v letech 2002 až 2004.
V listopadu 2004 se stal členem Evropské komise v čele s José Barrosem. Evropský parlament ho odmítl schválit jako komisaře pro energetiku, ale protože maďarská vláda nenominovala nikoho jiného, stal se nakonec komisařem pro daňovou politiku a cla.